# Plagiothecium pseudolaetum
Plagiothecium pseudolaetum là một loài Rêu trong họ Plagiotheciaceae. Loài này được (Meyl.) Meyl. miêu tả khoa học đầu tiên năm 1911.